# 1396.
◄ | 13. stoljeće | 14. stoljeće | 15. stoljeće | ►
◄ | 1360-ih | 1370-ih | 1380-ih | 1390-ih | 1400-ih | 1410-ih | 1420-ih | ►
◄◄ | ◄ | 1393. | 1394. | 1395. | 1396. | 1397. | 1398. | 1399. | ► | ►►
Arhitektura • Astronomija • Glazba • Knjige • Književnost • Kršćanstvo • Medicina • Pravo • Promet • Slikarstvo • Znanost

## Događaji
- Osnovano prvo hrvatsko sveučilište u Zadru
- 28. rujna – bitka kod Nikopolja, između velike kršćanske koalicije predvođene ugarsko-hrvatskim kraljem te svetorimskim carem Žigmundom Luksemburškom i Ivanom, sinom Filipa Hrabrog od Burgundije, na jednoj strani i Osmanlija, predvođenih sultanom Bajazidom I. na drugoj

## Vanjske poveznice
|  | Zajednički poslužitelj ima još gradiva o temi 1396. |